# 亚历山大·绍尔魏德

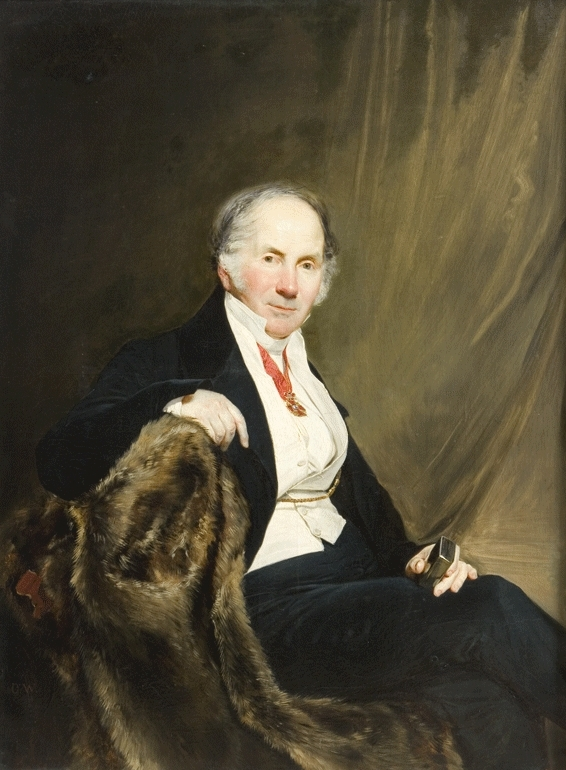
亚历山大·绍尔魏德

戈特洛布·亚历山大·绍尔魏德（Gottlob Alexander Sauerweid，1783年2月19日—1844年10月25日）是一位波罗的海德意志裔画家，曾在圣彼得堡的帝国艺术学院教授战争画作。
绍尔魏德生於库尔兰。库尔兰于1795年被俄国吞并，绍尔维德一家搬到德意志地区，他在1806-1812年间于德累斯顿美术学院接受了美术教育。绍尔维德年轻为拿破仑画过一系列骏马图。他后来來到巴黎，之后又來到伦敦，有些人了解他會绘制战争场面的畫作並覺得他畫的不錯。1814年，俄国沙皇亚历山大一世邀请绍尔维德前往圣彼得堡，绘制俄军部队及其军装的画像。1825年，他成为俄军总参谋部里的首位画师。
1827年，绍尔维德获得帝国艺术学院名誉成员头衔，很快就成了战争绘画课程的主管。他后来被提拔为正教授。在沙皇尼古拉一世時期，绍尔维德曾当过康斯坦丁·尼古拉耶维奇、尼古拉·尼古拉耶维奇大公以及米哈伊爾·尼古拉耶維奇这三位大公的美术导师。